# Corydalis filisecta
Corydalis filisecta är en vallmoväxtart som beskrevs av Cheng Yih Wu. Corydalis filisecta ingår i släktet nunneörter, och familjen vallmoväxter. Inga underarter finns listade i Catalogue of Life.